# Aïn El Bia
Aïn El Bia (o Aïn Bya) è un comune dell'Algeria, situato nella provincia di Orano.